# Pokemon (TV serija)
Pokemon (jap. ポケモン), skraćeno od Pocket Monsters (ポケットモンスター, „Džepna čudovišta“) je japanska animirana televizijska serija i deo Pokemon franšize. Serija je podeljena u sedam hronoloških rednih serijala u Japanu, baziranih na Pokemon igricama. Ovih sedam serijala podeljeni su na 25 sezona u internacionalnim emitovanjima. Postoji i spinof serija Pokemon hronike.

## Emitovanje i sinhronizacija

### Laudvorkssinhronizacija (S01-05,S07)
Laudvorks je sinhronizovao anime počevši sa Indigo ligom i završivši sa Master Kvestom. Kasnije je sinhronizovan i serijal Advenst Čelindž, dok serijal Advenst nikad nije sinhronizovan. Prvih pet sezona emitovano je u Srbiji, Crnoj Gori, Bosni i Hercegovini i Makedoniji na kanalima RTV Pink i TV Ultra, dok Advenst Čelindž (S7) samo na TV Ultra. Ukupno je sinhronizovano tri špice Pokemon špica (sezona 1 i 2), Pokemon Johto (sezone 3-5) i Novi putokaz (sezona 7). Laudvorks je takođe sinhronizovao film Pokemon heroji: Latios i Latias.

### Ideogramsinhronizacija (S14)
Ideogram je sinhronizovao serijal Crno i belo koji je emitovan 2012. u Srbiji, Crnoj Gori, Bosni i Hercegovini i Makedoniji na kanalu Hepi TV.

### Ostale sinhronizacije
Hepi TV sinhronizovala je spinof serijal Pokemon hronike. Prizor je sinhronizovao filmove Pokemon: Sudbina Deoksisa i Pokemon: Zauvek (Selebi, glas šume).

## Likovi i uloge
| Ime lika               | S01-05                                                                          | S07                           |
| ---------------------- | ------------------------------------------------------------------------------- | ----------------------------- |
| Eš Kečam               | Goran Jevtić                                                                    | Goran Jevtić                  |
| Misti                  | Maša Dakić                                                                      | Maša Dakić                    |
| Brok                   | Marko Janjić                                                                    | Siniša Ubović                 |
| Mej                    | /                                                                               | Maša Dakić                    |
| Maks                   | /                                                                               | Aleksandra Đurić              |
| Džesi                  | Bojana Stefanović                                                               | Bojana Stefanović             |
| Džejms                 | Stefan Kapičić                                                                  | Srđan Jovanović Milan Antonić |
| Mjau(t)                | Marko Janjić                                                                    | Mladen Andrejević             |
| Narator                | Predrag Đorđević                                                                | Predrag Đorđević              |
| Uvodna i odjavna špica | Nenad Jovanović (S01-02) Dejan Cukić (S03-05) Marija Mihajlović (Prateći vokal) | Dejan Gladović                |

## Medija

### TV serija
| Sezona | Sezona | Naslov                            | Epizode | Originalno prikazivanje | Originalno prikazivanje |
| Sezona | Sezona | Naslov                            | Epizode | Prvo prikazivanje       | Poslednje prikazivanje  |
| ------ | ------ | --------------------------------- | ------- | ----------------------- | ----------------------- |
|        | 1      | Indigo liga                       | 82      | 1. april 1997           | 21. januar 1999         |
|        | 2      | Avanture na Narandžastim ostrvima | 36      | 28. januar 1999         | 7. oktobar 1999         |
|        | 3      | Johto                             | 40      | 14. oktobar 1999        | 27. jul 2000            |
|        | 4      | Šampioni Johto lige               | 52      | 3. avgust 2000          | 2. avgust 2001          |
|        | 5      | Trenerova Potraga                 | 65      | 9. avgust 2001          | 14. novembar 2002       |
|        | 6      | Napredni                          | 40      | 21. novembar 2002       | 28. avgust 2003         |
|        | 7      | Napredni izazov                   | 52      | 4. septembar 2003       | 2. septembar 2004       |
|        | 8      | Napredna bitka                    | 54      | 9. septembar 2004       | 29. septembar 2005      |
|        | 9      | Bitka bez granica                 | 47      | 6. oktobar 2005         | 14. septembar 2006      |
|        | 10     | Dijamant i Biser                  | 52      | 28. septembar 2006      | 25. oktobar 2007        |
|        | 11     | DB: Bitka Dimenzija               | 52      | 8. novembar 2007        | 4. decembar 2008        |
|        | 12     | DB: Galaktičke Bitke              | 52      | 4. decembar 2008        | 24. decembar 2009       |
|        | 13     | DB: Pobednici Sinoh Lige          | 34      | 7. januar 2010          | 9. septembar 2010       |
|        | 14     | Crno i Belo                       | 50      | 23. septembar 2010      | 15. septembar 2011      |
|        | 15     | CB: Rivalske sudbine              | 49      | 22. septembar 2011      | 4. oktobar 2012         |
|        | 16A    | CB: Avanture kroz Junovu          | 25      | 11. oktobar 2012        | 18. april 2013          |
|        | 16B    | CB: Avanture kroz Junovu i izvan  | 22      | 25. april 2013          | 27. mart 2014           |
|        | 17     | XY                                | 48      | 17. oktobar 2013        | 30. oktobar 2014        |
|        | 18     | XY: Kalos potraga                 | 45      | 6. novembar 2014        | 22. oktobar 2015        |
|        | 19     | XYZ                               | 34      | 29. oktobar 2015        | 21. jul 2016            |
|        | 20     | Sunce i Mesec                     | 43      | 17. novembar 2016       | 21. septembar 2017      |
|        | 21     | SM: Ultra Avanture                | 48/49   | 5. oktobar 2017         | 14. oktobar 2018        |
|        | 22     | SM: Ultra Legende                 | 54      | 21. oktobar 2018        | 3. novembar 2019        |
|        | 23     | Putovanja                         | 48      | 17. novembar 2019       | 4. decembar 2020        |

### Filmovi
| #  | Japanski naziv | Engleski i srpski naziv                     | Datum izlaska |
| -- | --- | ------------------------------------------- | ------------- |
| 1  | ミュウツーの逆襲 (Mjucu no gjakušu) (srp. Mjutu ponovo napada)                                                                            | ENG: (srp. Mjutu uzvraća udarac)            | 18. jul 1998  |
| 2  | 幻のポケモン ルギア爆誕 (Maboroši no Pokemon Rugija Bakutan) (srp. Opsena Pokemona: Lugijino eksplozivno rođenje)                         | ENG: (srp. Moć u tebi)                      | 17. jul 1999  |
| 3  | 結晶塔の帝王 ENTEI (Kešoto no tejo ENTEJ) (srp. Vladar kristalnog dvorca: ENTEJ)                                                          | ENG: (srp. Čarolija Junovna)                | 8. jul 2000   |
| 4  | セレビィ 時を超えた遭遇（であい） (Serebji toka o koeta deai) (srp. Selebi: Susret sa pređenim putem)                                     | ENG: SRP: Selebi: Glas šume                 | 7. jul 2001   |
| 5  | 水の都の護神 ラティアスとラティオス (Mizu no mijako no mamorigami Ratiasu to Ratiosu) (srp. Bogovi čuvari kapitala vode: Latias i Latios) | ENG: (srp. Pokemon heroji: Latios i Latias) | 13. jul 2002  |
| 6  | 七夜の願い星 ジラーチ (Nanajo no negaiboši Džirači) (srp. Zvezda želja sedam noći Džirači)                                                | ENG: (srp. Željotvorac Džirači)             | 19. jul 2003  |
| 7  | 裂空の訪問者 デオキシス (Reko no homonša Deokišisu) (srp. Posetilac sa podeljenog neba: Deoksis)                                          | ENG: SRP: Sudbina Deoksisa                  | 17. jul 2004  |
| 8  | ミュウと波導（はどう）の勇者 ルカリオ (Mju tu hado no no juša Rukario) (srp. Mjau i aura heroj: Lukario)                                  | ENG: (srp. Lukario i Mjuova misterija)      | 16. jul 2005  |
| 9  | ポケモンレンジャーと蒼海（うみ）の王子 マナフィ (Pokemon rendža to umi no odži Manafi) (srp. Pokemon rendžer i princ mora: Manafi)        | ENG: (srp. Pokémon rendžer i hram mora)     | 15. jul 2006  |
| 10 | ディアルガVSパルキアVSダークライ (Diaruga tai Parukia tai Dakurai) (srp. Dialga protiv Palkije protiv Darkraija)                          | ENG: (srp. Uzdizanje Darkraija)             | 14. jul 2007  |
| 11 | ギラティナと氷空（そら）の花束 シェイミ (Giratina to sora noa hanataba Šeimi) (srp. Džiratina i zaleđeno nebo: Šejmin)                    | ENG: (srp. Džiratina i nebeski ratnik)      | 19. jul 2008  |
| 12 | アルセウス 超克の時空へ (Aruseusu čokoko no džiku e) (srp. Arkerus: Suprotstavljanje nebeskom vremenu)                                    | ENG: (srp. Arkjus i dragulj života)         | 18. jul 2009  |
| 13 | 幻影の覇者 ゾロアーク (Genei no haša Zoroaku) (srp. Fantom vladar: Zoroark)                                                               | ENG: (srp. Zoroark - Gospodar iluzija)      | 10. jul 2010  |
| 14 | ビクティニと黒き英雄ゼクロム (Bikutini to kuroki eju: Zekuromu) (srp. Viktini i crni heroj: Zekrom)                                       | ENG: (srp. Belo: Viktini i Zekrom)          | 16. jul 2011  |
| 14 | ビクティニと白き英雄 レシラム (Bikutini to kuroki eju: Reširamu) (srp. Viktimi i beli heroj: Reširam)                                     | ENG: (srp. Crno: Viktini i Reširam)         | 16. jul 2011  |
| 15 | キュレムVS聖剣士 ケルディオ (Kjerumo tai seikenši: Kerudio) (srp. Kjurem protiv svetog mačevalca: Keldeo)                                 | ENG: (srp. Kjurem protiv mača pravde)       | 14. jul 2012  |
| 16 | 神速のゲノセクト ミュウツー覚醒 (Šinsuko no Genosekuto: Mjucu kakusei) (srp. Ekstremna brzina Genesekta: Mjutu se budi)                   | ENG: (srp. Genesekt i probuđena legenda)    | 13. jul 2013  |
| 17 | 破壊の繭とディアンシー (Hakai no maju to Dianši) (srp. Diansi i čaura uništenja)                                                          | ENG: (srp. Dijansi i Kokun uništenja)       | 19. jul 2014  |
| 18 | 光輪の超魔神 フーパ (Ring no čomadžin Hupa) (srp. Ardžini prstenovi: Hupa)                                                                | ENG: (srp. Hupa i okršaj vremena)           | 18. jul 2015  |
| 19 | ケニオンと機巧のマギアナ (Volkanion to karakuri no Magiana) (srp. Volkanion i genijalna Magirna)                                          | ENG: (srp. Vulkanion i mehaničko čudo)      | 16. jul 2016  |

### Spinof serijali

#### Pokemon hronike
Pokemon hronike (eng. Pokémon Chronicles) je japansko-američka animirana televizijska serija, u Japanu delimično poznata kao Pocket Monsters Side Stories (ポケットモンスター サイドストーリー) (srp. „Džepna čudovišta sporedne priče”). Radnja u seriji se vrti oko sporednih likova, a ne Eša Kečama.

#### 
(srp. „Pokemon porekla”) je televizijski specijal emitovan na TV Tokiju 2. oktobra 2013.

## Spoljašnje veze
- Zvanični veb-sajt